# NGC 237
NGC 237 est une galaxie spirale intermédiaire située dans la constellation de la Baleine. NGC 237 a été découverte par l'astronome américain Truman Safford en 1867.

## Caractéristiques
Sa vitesse par rapport au fond diffus cosmologique est de 3 830 ± 24 km/s, ce qui correspond à une distance de Hubble de 56,5 ± 4,0 Mpc (∼184 millions d'al).
À ce jour, 17 mesures non basées sur le décalage vers le rouge (redshift) donnent une distance de 51,506 ± 6,596 Mpc (∼168 millions d'al), ce qui est à l'intérieur des valeurs de la distance de Hubble.
La classe de luminosité de NGC 237 est III-IV et elle présente une large raie HI. C'est aussi une galaxie active de type Seyfert et une galaxie LINER, c'est-à-dire une galaxie dont le noyau présente un spectre d'émission caractérisé par de larges raies d'atomes faiblement ionisés.

## Groupe de NGC 192
NGC 237 fait partie du groupe de NGC 192. Ce groupe de galaxies comprend au moins 5 autres galaxies : NGC 173, NGC 192, NGC 196, NGC 197 et NGC 201. Quatre des galaxies de ce groupe (NGC 192, NGC 196, NGC 197 et NGC 201) font aussi partie du groupe compact de Hickson HCG 7.